# Typhlodromips biflorus
Typhlodromips biflorus är en spindeldjursart som beskrevs av Denmark och Evans 1999. Typhlodromips biflorus ingår i släktet Typhlodromips och familjen Phytoseiidae. Inga underarter finns listade i Catalogue of Life.